# Curcuma comosa
Curcuma comosa är en enhjärtbladig växtart som beskrevs av William Roxburgh. Curcuma comosa ingår i släktet Curcuma och familjen Zingiberaceae. Inga underarter finns listade i Catalogue of Life.